# 1126
Évszázadok: 11. század – 12. század – 13. század
Évtizedek: 1070-es évek – 1080-as évek – 1090-es évek – 1100-as évek – 1110-es évek – 1120-as évek – 1130-as évek – 1140-es évek – 1150-es évek – 1160-as évek – 1170-es évek
Évek: 1121 – 1122 – 1123 – 1124 –  1125 – 1126 – 1127 – 1128 – 1129 – 1130 – 1131

## Események
- Az eddig szövetséges dzsürdzsi törzs elfoglalja a kínai fővárost, Kajfenget. Ezt követően Csin-dinasztiaként uralkodnak északon, a Szung-dinasztia a déli területekre szorul vissza.
- II. Honorius pápa jóváhagyja a premontrei rend alapszabályát.[1]
- március 10. – VII. Alfonz kasztíliai és leóni király trónra lépése (1157-ig uralkodik).

## Születések
- április 14. – Averroës arab orvos, filozófus, író († 1098)

## Halálozások
- február 10. – IX. Vilmos aquitániai herceg (* 1071)
- március 8. – Urraca kasztíliai és leóni királynő (* 1080 körül).